# 臺南市立體育場
臺南市立體育場位於台南市南區的臺南市運動公園內，為一座大型的綜合體育場，亦為臺南市政府體育局的辦公場所。
臺南市立體育場的整個場區除了田徑場以外，另有棒球場、足球場、橄欖球場、自由車場、游泳池、舉重館、桌球場、飛靶射擊場等場館設施，為一座大型綜合運動園區。

## 舉行活動

### 演唱會
台灣樂團
- 五月天 Final Home 當我們混在一起 世界巡迴演唱會（2004年12月25日）

- 五月天「好好好想見到你」Mayday Fly to 2021 演唱會（2021年3月20日・3月21日・3月27日・3月28日・3月29日）

## 外部連結
- 臺南市政府體育局[]

22°58′41.8″N 120°12′21.8″E / 22.978278°N 120.206056°E